# Marietta Blau

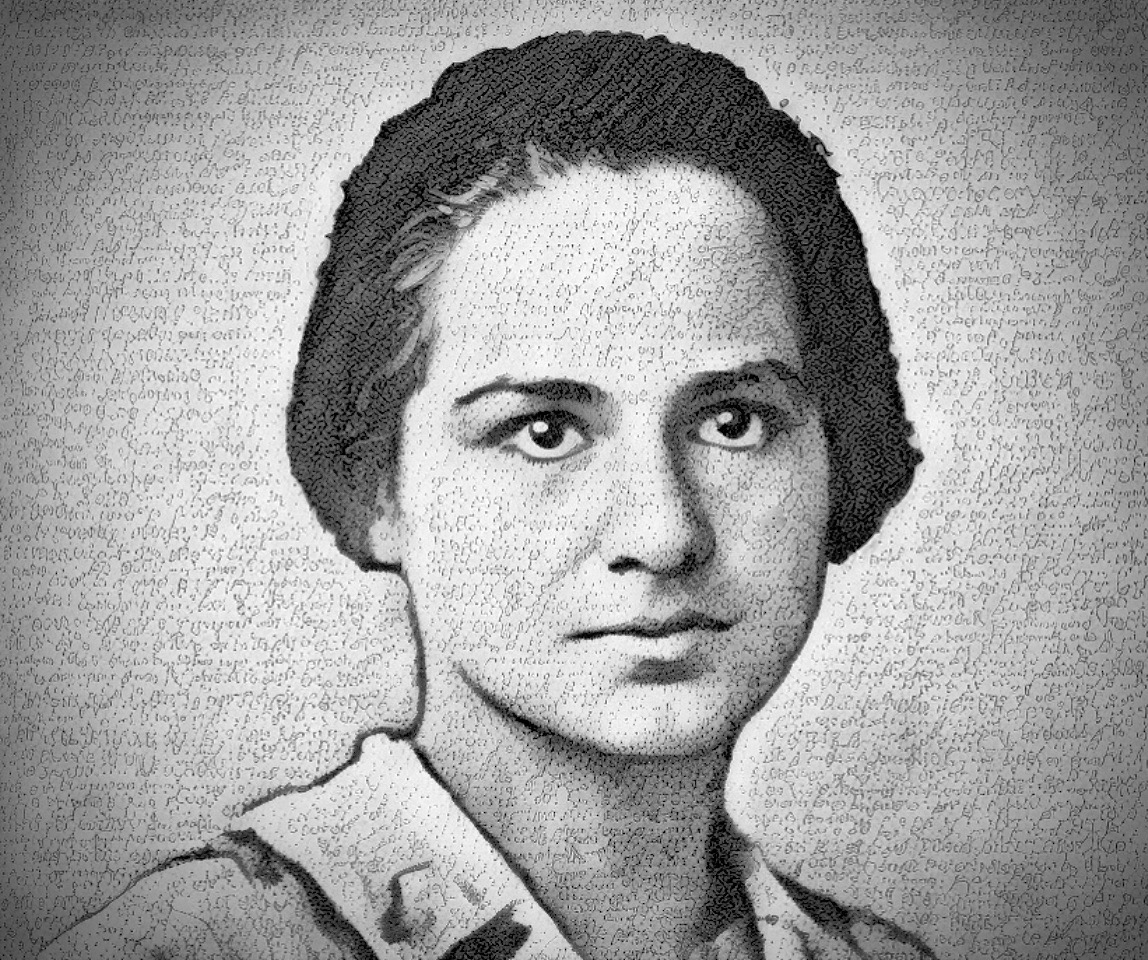
Marietta Blau

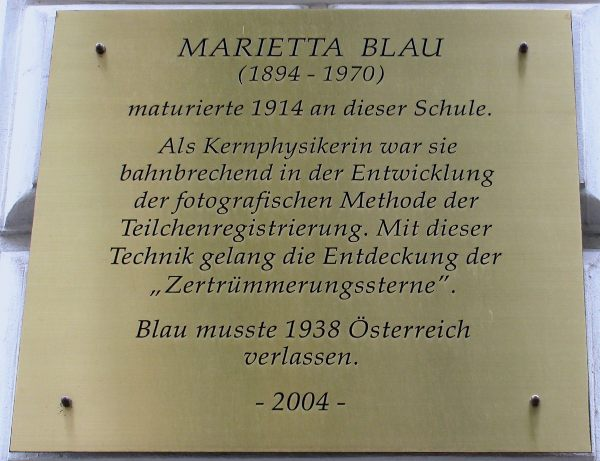
Gedenktafel für Marietta Blau in der Rahlgasse (Wien-Mariahilf)

Marietta Blau (* 29. April 1894 in Wien, Österreich-Ungarn; † 27. Jänner 1970 in Wien) war eine österreichische Physikerin.

## Leben
Marietta Blau war die Tochter des Juristen und Musikverlegers Mayer (Markus) Blau und seiner Frau Florentine Blau, geborene Goldzweig.
Nach ihrer Matura am Mädchengymnasium des Vereins für Erweiterte Frauenbildung (Rahlgasse) im Jahr 1914 studierte Marietta Blau von 1914 bis 1918 an der Universität Wien Physik und Mathematik. Ihre Promotion erfolgte 1919 über das Thema „Über die Absorption divergenter γ-Strahlung“. Ihre wissenschaftlichen Mentoren in Wien waren Franz Serafin Exner, Philipp Furtwängler und Stefan Meyer.
Da ihr eine akademische Laufbahn im Österreich in der Zeit nach dem Ersten Weltkrieg zunächst unmöglich erschien, arbeitete sie von 1920 bis 1921 in der Röntgenröhrenfabrik Fürstenau in Berlin. Danach ging sie an das Institut für physikalische Grundlagen der Medizin der Universität Frankfurt, wo sie vor allem mit dem Unterricht von angehenden Ärzten in Röntgenphysik befasst war. 1923 kehrte sie wieder nach Wien zurück, wo ihre Mutter ernsthaft erkrankt war. Ab 1923 arbeitete sie als freie, d. h. unbezahlte wissenschaftliche Mitarbeiterin am Institut für Radiumforschung der Österreichischen Akademie der Wissenschaften in Wien. Sie wurde dabei finanziell von ihrer Familie unterstützt bzw. hielt sich durch kleine wissenschaftliche Hilfstätigkeiten finanziell über Wasser. Forschungsaufenthalte in Göttingen bei Robert Wichard Pohl und am Radium-Institut in Paris (1932/1933) wurden ihr durch ein Stipendium des Verbandes der Akademikerinnen Österreichs ermöglicht.
In ihren Wiener Jahren beschäftigte sich Blau hauptsächlich mit der photographischen Methode zum Nachweis einzelner Teilchen. Die methodischen Ziele, die sie dabei verfolgte, waren die Identifizierung der Teilchen, insbesondere Alphateilchen und Protonen, und die Bestimmung ihrer Energie anhand der Bahnspuren, die sie in Emulsionen bewirken. Dafür erhielten Blau und ihre Mitarbeiterin Hertha Wambacher 1936 den Haitinger-Preis und 1937 den Lieben-Preis der Österreichischen Akademie der Wissenschaften. Als Höhepunkt ihrer gemeinsamen Arbeit entdeckten die beiden ebenfalls 1937 in Photoplatten, die in der Messstation Hafelekar der Universität Innsbruck in einer Seehöhe von 2.300 m der kosmischen Strahlung ausgesetzt worden waren, „Zertrümmerungssterne“, das sind sternförmig verlaufende Teilchenbahnspuren von Kernreaktionen (Spallationsereignissen) der Teilchen der kosmischen Strahlung mit Kernen der photographischen Emulsion.
1938 sah sich Blau kurz vor dem „Anschluss“ wegen ihrer jüdischen Abstammung gezwungen aus Österreich zu emigrieren, was einen schweren Einbruch ihrer wissenschaftlichen Karriere bedeutete. Sie wandte sich zunächst nach Oslo, wo sie am Chemischen Institut im Labor von Ellen Gleditsch arbeitete, ging dann nach Ausbruch des Zweiten Weltkrieges aber über Vermittlung von Albert Einstein an die Technische Hochschule in Mexiko-Stadt. Da die Bedingungen in Mexiko die Forschung sehr erschwerten, nahm sie 1944 die Gelegenheit wahr, in die USA zu übersiedeln. Etwa zehn Jahre lang hatte sie nur wenig Möglichkeiten zu längerer ernsthafter wissenschaftlicher Arbeit, während ihre in Wien zurückgelassenen halbfertigen Arbeiten durch ihre dortigen Kollegen, unter denen es auch nationalsozialistisch Gesinnte gab, weitergeführt und zum Teil publiziert wurden, ohne ihren Namen dabei zu erwähnen.
In den USA arbeitete Blau bis 1948 in der Industrie und war danach bis 1960 an wissenschaftlichen Einrichtungen (Columbia University, Brookhaven National Laboratory, University of Miami) tätig. Sie war für den Einsatz der photographischen Methode zur Teilchendetektion bei Hochenergieexperimenten an Teilchenbeschleunigern zuständig. Sie wurde zusammen mit Wambacher durch Erwin Schrödinger für den Nobelpreis für Physik vorgeschlagen. Diesen erhielt jedoch Cecil Powell, dessen Arbeiten wesentlich durch die von Blau und Wambacher inspiriert worden waren. In seiner Nobelpreisansprache erwähnte Powell die beiden Wissenschaftlerinnen mit keinem Wort. Bis 1957 wurde sie von Schrödinger insgesamt drei Mal für Physik und einmal für Chemie vorgeschlagen, von Hans Thirring einmal für Physik, erhielt ihn aber nie.
1960 kehrte Blau nach Österreich zurück, wo sie trotz angeschlagener Gesundheit bis 1964 wieder am Radiuminstitut unbezahlt ihren Forschungen nachging. Sie leitete eine Arbeitsgruppe, die photographische Aufnahmen von Teilchenbahnspuren von Experimenten am CERN analysierte, und betreute noch eine Dissertation auf diesem Gebiet. 1962 verlieh die Österreichische Akademie der Wissenschaften Blau den Erwin Schrödinger-Preis, eine Aufnahme in die Akademie blieb jedoch aus.
1970 starb Marietta Blau völlig verarmt in Wien an Krebs. Ihre Erkrankung wird mit jahrelangem ungeschütztem Arbeiten mit radioaktiven Substanzen sowie mit Zigarettenrauchen in Zusammenhang gebracht. In keiner wissenschaftlichen Zeitschrift erschien ein Nachruf.
2004 wurde an ihrem ehemaligen Gymnasium in der Rahlgasse 2 eine Gedenktafel enthüllt und die Stadt Wien benannte die Marietta-Blau-Gasse im 22. Bezirk nach ihr. Im Jahr 2005 benannte die Universität Wien einen Saal in ihrem Hauptgebäude nach Marietta Blau.

## Marietta Blau-Stipendium
Der OeAD, Österreichs Agentur für Bildung und Internationalisierung, fördert Forschungsaufenthalte von Doktoratsstudierenden im Ausland mit einem Marietta Blau-Stipendium.